# کاندوم قاتل
کاندوم قاتل (آلمانی: Kondom des Grauens) یک فیلم کمدی ترسناک آلمانی به کارگردانی مارتین والس محصول سال ۱۹۹۶ است. از بازیگران آن می‌توان به ایریس بربن، مرت بکر، اتو زاندر، پیتر لومایر و رالف وولتر اشاره کرد.